# SeaRAM

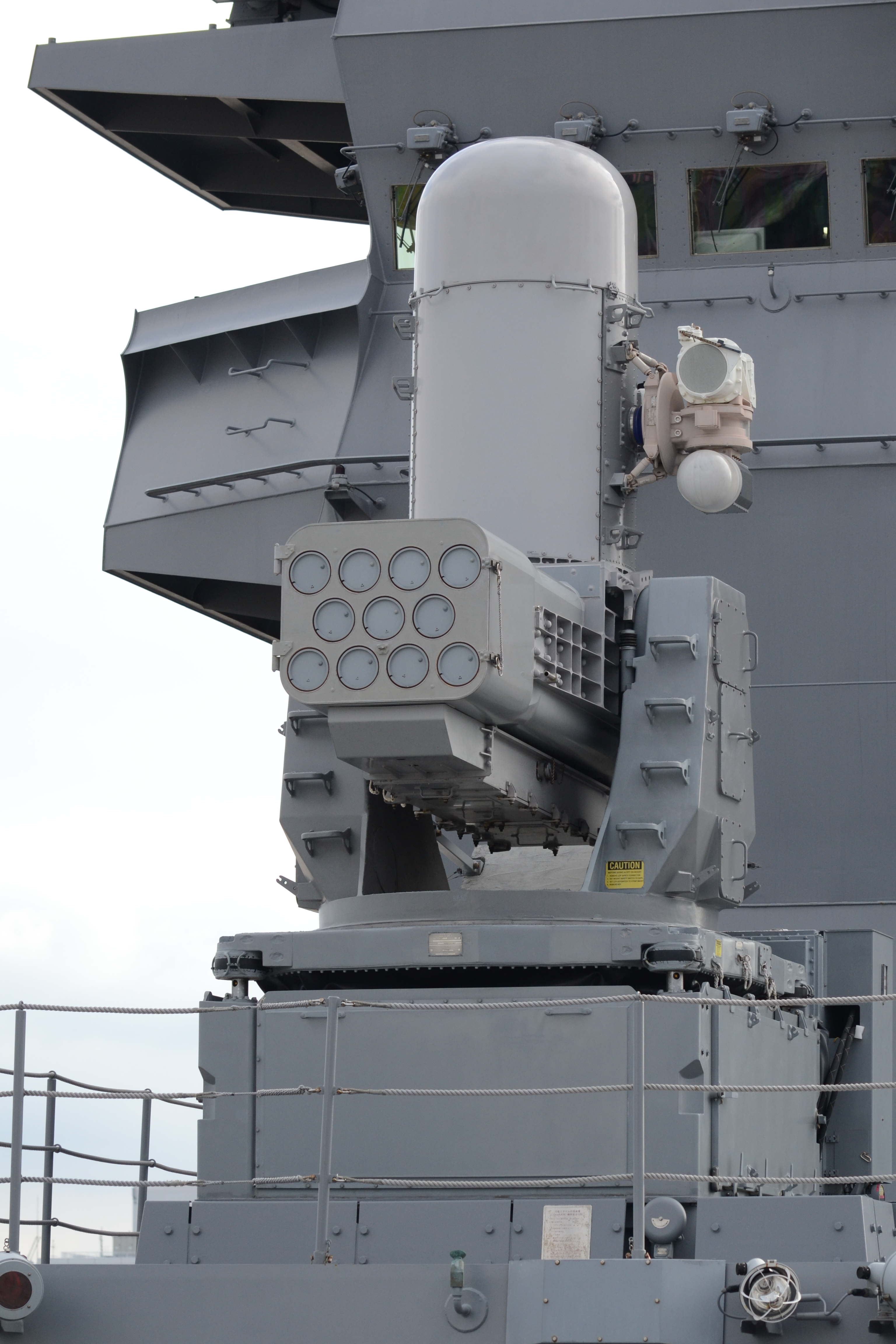
Ein SeaRAM-Starter

SeaRAM ist ein Nahbereichsverteidigungssystem (CIWS) zur Abwehr von Seezielflugkörpern und Luftzielen. Es wird von dem US-Konzern Raytheon produziert.

## Beschreibung
SeaRAM wurde entworfen, um das rohrbasierte Phalanx CIWS durch ein effektiveres System auf Lenkwaffenbasis abzulösen. Zu diesem Zweck wurde das 20-mm-Gatlinggeschütz vom Typ M61 Vulcan durch elf Lenkflugkörper des RIM-116-RAM-Block-1-Systems ersetzt. Die Ortungs- und Feuerleitelektronik ist auf dem Stand von Phalanx Block 1B (Ku-Band-Radar und FLIR-Gerät), wobei das Radarsystem modernisiert wurde und ein zusätzliches ESM-System integriert werden kann. Durch dieses Sensorpaket kann SeaRAM nahezu völlig autonom arbeiten. Das Trägerschiff muss lediglich Strom und Kühlwasser zur Verfügung stellen. Das System kann allerdings auch mittels mehrerer Schnittstellen (NTDS, MIL-STD-1553 und FDDI) mit dem Kampfsystem des Schiffes verbunden werden, wodurch die Effizienz erheblich gesteigert werden kann, besonders im Umfeld zahlreicher Ziele und Elektronischer Gegenmaßnahmen. Die Abmessungen und elektronische Komponenten sind so ausgelegt, dass das System mit wenig Aufwand ein bereits vorhandenes Phalanx-Geschütz ersetzen kann.
Das erste Vorserienmodell wurde 2001 an Bord des britischen Zerstörers HMS York erprobt. Im März 2008 wurde das finale Modell für die Integration an Bord der USS Independence geliefert. Am 4. März 2016 wurde die SeaRAM auf der USS Porter (DDG 78) erfolgreich getestet.

## Technische Daten

### Startsystem
- Gewicht:
  - Über Deck: 7030 kg
  - Unter Deck: 715 kg
- Elevation: − 10° bis + 80°
- Azimut: +/− 155°
- Drehradius: 3,48 m
- Kapazität: 11 Lenkwaffen

### Such- und Feuerleitsensoren
- Radar:
  - Frequenzbereich: 12–18 GHz (Ku-Band)
  - Verfolgungsgenauigkeit: 2–3 mrad
  - Betriebsmodi: MTI, Impuls/Doppler, Monopuls
- FLIR:
  - Frequenzbereich: 2,5–38 THz (8–12 µm; Infrarot)
  - Verfolgungsgenauigkeit: 0,01–0,05 mrad
- ESM (optional)

### Lenkwaffe RIM-116B
- Startgewicht: 73,5 kg
- Länge: 2,83 m
- Durchmesser: 12 cm
- Spannweite: 43,75 cm
- Antrieb: einstufige Feststoffrakete
- Geschwindigkeit: ca. Mach 3
- Reichweite: 5–8 km
- Lenkung: Passiv-Radar, IR-/UV-Sucher
- Gefechtskopf: Laser-Näherungszünder, 10 kg HE